# Верхняя Путка

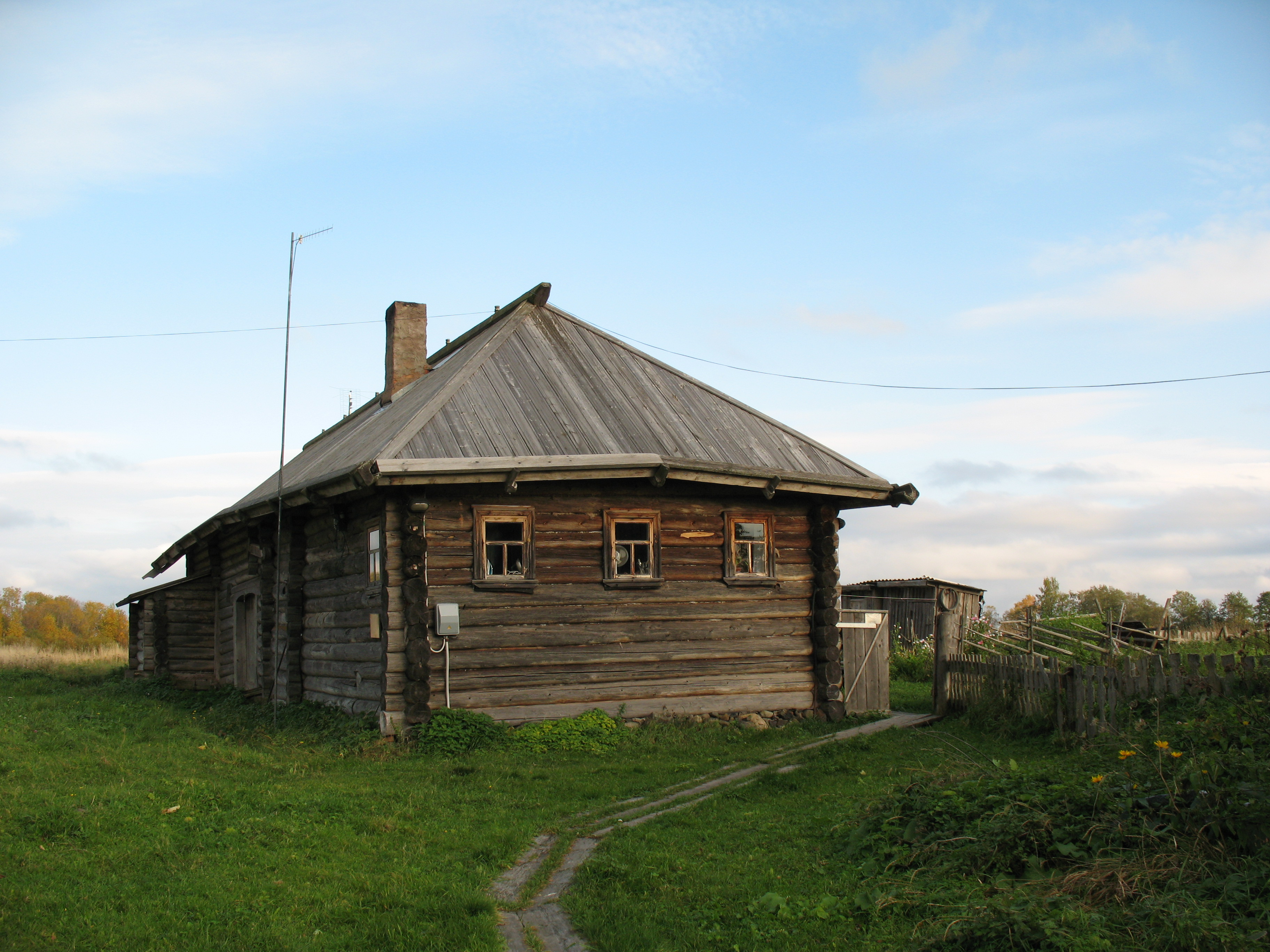
Жилой дом из деревни Верхняя Путка в музее-заповеднике «Кижи»

Верхняя Путка — деревня на берегу озера Путкозеро в составе Шуньгского сельского поселения Медвежьегорского района Республики Карелия.

## Общие сведения
Расположена на восточном берегу озера Путкозеро.

## Население
| 2002 | 2010 | 2013 |
| ---- | ---- | ---- |
| 2    | ↘1   | →1   |

## Интересные факты
Памятник архитектуры конца XIX века — жилой дом Кондратьева из деревни Верхняя Путка был перенесен в музей-заповедник «Кижи».